# Xylophilus laosianus
Xylophilus laosianus – gatunek chrząszcza z rodziny goleńczykowatych i podrodziny Melasinae.

## Taksonomia
Gatunek ten opisany został po raz pierwszy w 2016 roku przez Roberta L. Otto. Opisu dokonano na podstawie siedmiu okazów odłowionych w latach 2007–2012 na laotańskiej górze Phou Pan. Epitet gatunkowy pochodzi od nazwy kraju.

## Morfologia
Chrząszcz o walcowatym, wydłużonym ciele długości od 5 do 5,75 mm i szerokości około 1,25 mm. Ubarwienie ma ciemnobrązowe z rudą tarczką i ciemnorudobrązowymi odnóżami, a czasem także rudymi czułkami i barkami pokryw. Wierzch i spód ciała porastają krótkie, położone szczecinki żółtawej barwy. Niemal kulista głowa ma wypukłe czoło z pośrodkowym żeberkiem. Powierzchnia głowy jest bardzo gęsto punktowana, nieco błyszcząca. Szerokość rejonu czołowo-nadustkowego jest większa od dwukrotności rozstawu panewek czułkowych, a jego przednia krawędź jest lekko trójpłatowa. Przysadziste żuwaczki mają gęsto punktowaną i pomarszczoną powierzchnię oraz zaopatrzone są w dwa zęby każda. Czułki samca sięgają do połowy długości ciała, a samicy do tylnych kątów przedplecza. Człony czułków od szóstego do dziesiątego są nitkowate. Przedplecze jest tak długie jak szerokie; boki ma w przedniej ⅓ długości łukowate, a dalej równoległe, kąty tylne ostre, a krawędź nasadową falistą. Powierzchnia przedplecza jest matowa, bardzo gęsto punktowana do niemal ziarnistej, pośrodku wypukła z podłużnym rowkiem środkowym przez prawie całą długość. Podgięcia przedplecza pozbawione są rowków na czułki. Kształt błyszczącej tarczki jest pociągły, prawie trójkątny z zaokrąglonym tylnym wierzchołkiem. Pokrywy mają wyraźne rzędy i punktowane lub poprzecznie pomarszczone międzyrzędy. Odnóża środkowej i tylnej pary mają pierwszy człon stopy krótszy niż pozostałe jej człony razem wzięte. Na powierzchniach bocznych goleni środkowej i tylnej pary występują jedynie szczecinki. Pazurki są niezmodyfikowane. Episternity zatułowia są rozszerzone ku tyłowi.

## Ekologia i występowanie
Owad orientalny, znany jedynie z miejsca typowego w prowincji Houaphan w północno-wschodnim Laosie. Bardzo rzadko znajdowany. Zasiedla tropikalny liściasty las górski. Spotkano go na rzędnych 1300–1900 m n.p.m.